# República Autónoma Socialista Soviética de Yakutia
La República Autónoma Socialista Soviética de Yakutia (en ruso: Якутская Автономная Советская Социалистическая Республика; Yakutskaya Avtonomnaya Sovietskaya Sotsialisticheskaya, en yakuto: Саха автономнай сэбиэскэй социалистическэй республиката), fue una república autónoma de la antigua Unión Soviética dentro de la República Socialista Federativa Soviética de Rusia.

## Historia
Creada el 27 de abril de 1922 durante la revuelta yakuta, sobre el territorio del antiguo Óblast de Yakutsk, formó parte de la RSFS de Rusia hasta la disolución de la Unión Soviética el 25 de diciembre de 1991. Desde esta fecha se le llamó República de Sajá, sujeto de la Federación Rusa.